# Habitation Saint-Étienne
Pour les articles homonymes, voir HSE.
Le rhum Saint-Étienne ou HSE (Habitation Saint-Étienne) est un rhum agricole distillé au Simon (Le François), et élevé à l'habitation Saint-Étienne, au Gros-Morne en Martinique (France).
La distillerie et son aqueduc, à l'exception des ajouts récents, sont inscrits au titre des Monuments historiques par arrêté du 16 août 2010,. En 2015, les jardins sont labellisés « jardin remarquable » par le Ministère de la Culture et de la Communication.

## Histoire
Au début du XIXe siècle, le site comportait une Habitation sucrière connue sous le nom d'Habitation La Maugée. Ce n'est qu'après son acquisition en 1882 par le béké Amédée Aubéry qu'elle prend le nom d'Habitation Saint-Étienne. Une distillerie y est alors implantée au début de la décennie 1890.
Développée ensuite par André Simonnet et ses successeurs, la distillerie devient, au milieu du XXe siècle, l'une des plus importantes unités de production de rhum agricole de l'île avec une production annuelle oscillant entre 800 000 et 1, 5 million de litres.
La distillerie Saint-Étienne ferme en 1988. L'habitation est propriété du groupe Bernard Hayot (propriétaire de la distillerie du Simon) depuis 1992.

## Production
Le rhum Saint-Étienne est distillé dans une colonne traditionnelle de type créole en cuivre de la distillerie du Simon située au François,.
Le rhum agricole Saint-Étienne, qui bénéficie de l'AOC, est constitué :
- des rhums blancs à 50° et 55° ;
- des rhums élevés sous bois à 42° ;
- des rhums vieux 3 ans d'âge.

## Patrimoine
La distillerie et son aqueduc, à l'exception des ajouts récents, sont inscrits à l'inventaire des monuments historiques par arrêté du 16 août 2010.
Une ancienne colonne à distiller datant du deuxième quart du XXe siècle est inscrite au titre d'objet. En cuivre, elle est composée d'une dizaine de plateaux superposés, permettent la rencontre de la vapeur d’eau et du vin de canne.